# Ayers Rock (groupe)
Pour les articles homonymes, voir Ayers Rock (homonymie).
Ayers Rock est un groupe australien de jazz fusion fondé en 1973 et séparé en 1981.

## Histoire
En juin 1973, le guitariste Ray Burton (en), le bassiste Duncan McGuire (en) et le batteur Mark Kennedy (en) quittent Leo de Castro and Friends (en) pour former un nouveau groupe simplement baptisé Burton, McGuire and Kennedy. Ce trio est rapidement rejoint par un deuxième guitariste, Jimmy Doyle (en), et prend le nom d'Ayers Rock, en référence au rocher emblématique d'Uluru.
Avec un cinquième membre, le multi-instrumentiste Col Loughnan (en) (piano, flûte, saxophone), Ayers Rock signe chez Mushroom Records et publie son premier single, Rock 'n' Roll Fight (Going On) / Sorrowful Eyes, en décembre 1973. Burton quitte le groupe en mars 1974. C'est avec son remplaçant Chris Brown qu'il enregistre son premier album, Big Red Rock, aux accents jazz fusion (il inclut une reprise de Boogie Woogie Waltz de Weather Report).
Le label américain A&M Records offre un contrat à Ayers Rock, qui est en mesure de donner des concerts dans de grandes salles aux États-Unis et d'enregistrer son deuxième album, Beyond, au studio Record Plant de Los Angeles en 1975. Après le départ de Kennedy en février 1976, le groupe donne une nouvelle tournée aux États-Unis au terme de laquelle McGuire, Loughnan et le nouveau batteur Russell Dunlop (en) quittent à leur tour le groupe.
Jimmy Doyle et Chris Brown relancent Ayers Rock en 1977 avec de nouveaux musiciens. La nouvelle formation se stabilise avec Steve Hogg à la basse, Hamish Stuart à la batterie et Andy Cowan aux claviers. Ce quintette se produit régulièrement sur scène en Australie et enregistre un album, Hotspell, qui lorgne du côté du soft rock. Le groupe se sépare l'année suivante.

## Membres
- Ray Burton (en) : chant, guitare (1973-1974)
- Mark Kennedy (en) : batterie (1973-1976)
- Duncan McGuire (en) : basse (1973-1976)
- Jimmy Doyle (en) : guitare, chœurs (1973-1981)
- Col Loughnan (en) : saxophone, flûte, claviers, percussions, chœurs (1973-1976)
- Chris Brown : chant, guitare (1974-1981)
- Doug Gallacher : batterie (1976)
- Russell Dunlop (en) : batterie (1976)
- Joe Tattersall : batterie (1977)
- Keith Caisey : percussions (1977-1981)
- John Young : basse (1977-1978)
- Andy Cowan : claviers, chœurs (1978-1981)
- Steve Hogg : basse (1978-1981)
- Hamish Stuart : batterie, chœurs (1978-1981)

## Discographie

### Singles
- 1973 : Rock 'n' Roll Fight (Going On) / Sorrowful Eyes (Mushroom)
- 1974 : Lady Montego / Going Home (Mushroom)
- 1975 : Little Kings / Get Out to the Country (Mushroom)
- 1976 : Song for Darwin / Place to Go (Mushroom)
- 1979 : On the Avenue / Sister Feels She Should (Red Rock)
- 1981 : Lies / Feel the Heat (Polydor)